# Episodi di Movin' On (seconda stagione)
La seconda stagione della serie televisiva Movin' On è stata trasmessa in anteprima negli Stati Uniti d'America dalla NBC tra il 9 settembre 1975 e il 2 marzo 1976.
| nº | Titolo originale                                                   | Titolo italiano | Prima TV USA      | Prima TV Italia |
| -- | ------------------------------------------------------------------ | --------------- | ----------------- | --------------- |
| 1  | Stowaway                                                           |                 | 9 settembre 1975  |                 |
| 2  | From Baltimore to Eternity                                         |                 | 16 settembre 1975 |                 |
| 3  | The Toughest Men in America                                        |                 | 23 settembre 1975 |                 |
| 4  | The Elephant Story                                                 |                 | 30 settembre 1975 |                 |
| 5  | ...To Be in Carolina                                               |                 | 13 ottobre 1975   |                 |
| 6  | General Delivery                                                   |                 | 4 novembre 1975   |                 |
| 7  | The Big Wheel                                                      |                 | 11 novembre 1975  |                 |
| 8  | Prosperity #1                                                      |                 | 18 novembre 1975  |                 |
| 9  | Please Don't Talk to the Driver                                    |                 | 25 novembre 1975  |                 |
| 10 | Long Way to Nowhere                                                |                 | 2 dicembre 1975   |                 |
| 11 | Breakout                                                           |                 | 9 dicembre 1975   |                 |
| 12 | Love, Death and Laura Brown                                        |                 | 16 dicembre 1975  |                 |
| 13 | Will the Last Trucker Leaving Charlotte Please Turn Out the Lights |                 | 23 dicembre 1975  |                 |
| 14 | The Old South Will Rise Again                                      |                 | 6 gennaio 1976    |                 |
| 15 | Witch Hunt                                                         |                 | 13 gennaio 1976   |                 |
| 16 | The Big Switch                                                     |                 | 20 gennaio 1976   |                 |
| 17 | Woman of Steel                                                     |                 | 27 gennaio 1976   |                 |
| 18 | Living It Up!                                                      |                 | 3 febbraio 1976   |                 |
| 19 | A Home Is Not a House                                              |                 | 10 febbraio 1976  |                 |
| 20 | No More Sad Songs                                                  |                 | 17 febbraio 1976  |                 |
| 21 | Full Fathom Five                                                   |                 | 24 febbraio 1976  |                 |
| 22 | Sing It Again, Sonny                                               |                 | 2 marzo 1976      |                 |